# Марийка
Марийка (укр. Марійка) — село в Жашковском районе Черкасской области Украины.
Население по переписи 2001 года составляло 333 человека. Занимает площадь 1,462 км². Почтовый индекс — 19232. Телефонный код — 4747.